# Skandiahamnen

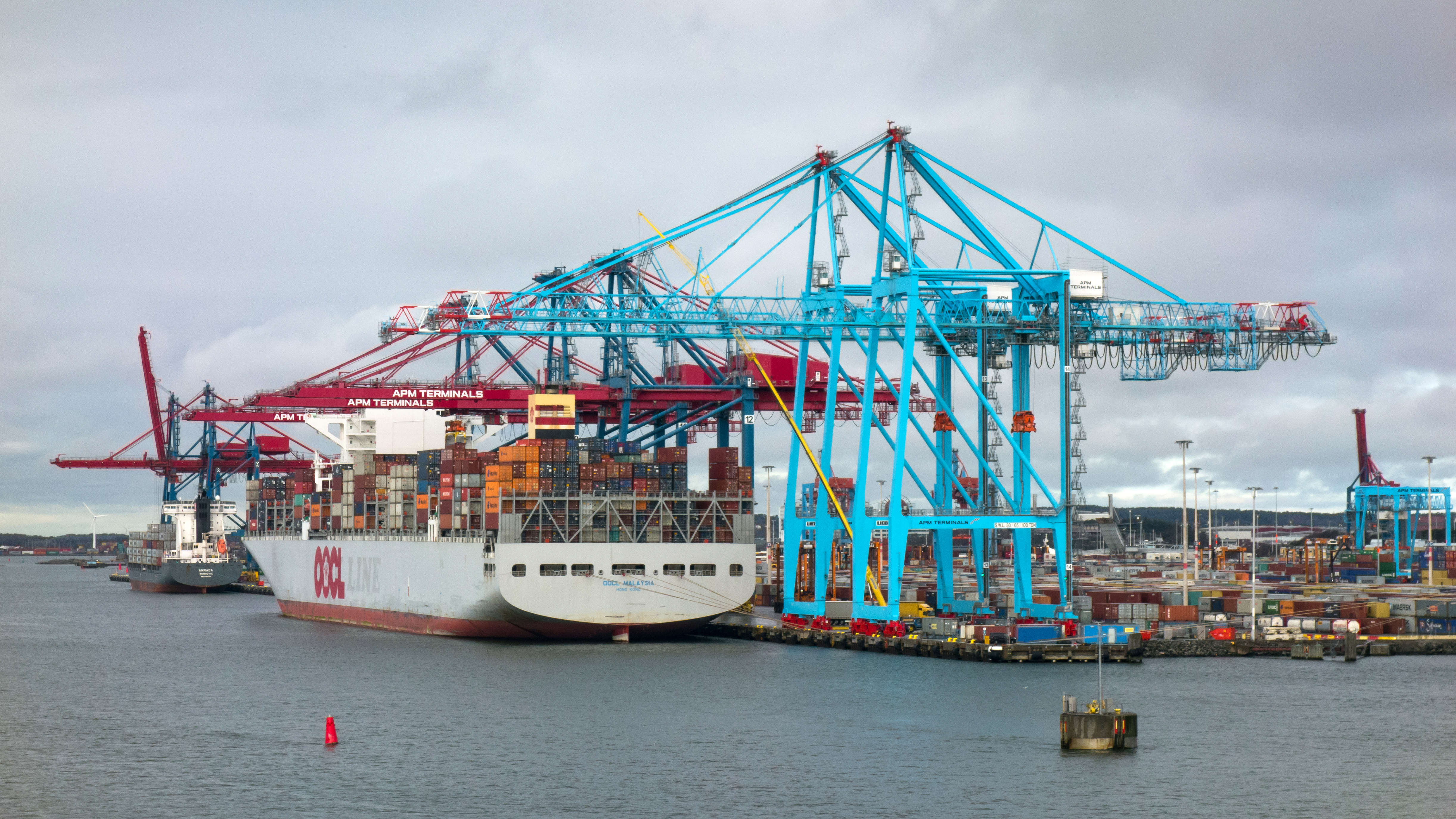
Skandiahamnen, vy från M/S Stena Danica i farleden.

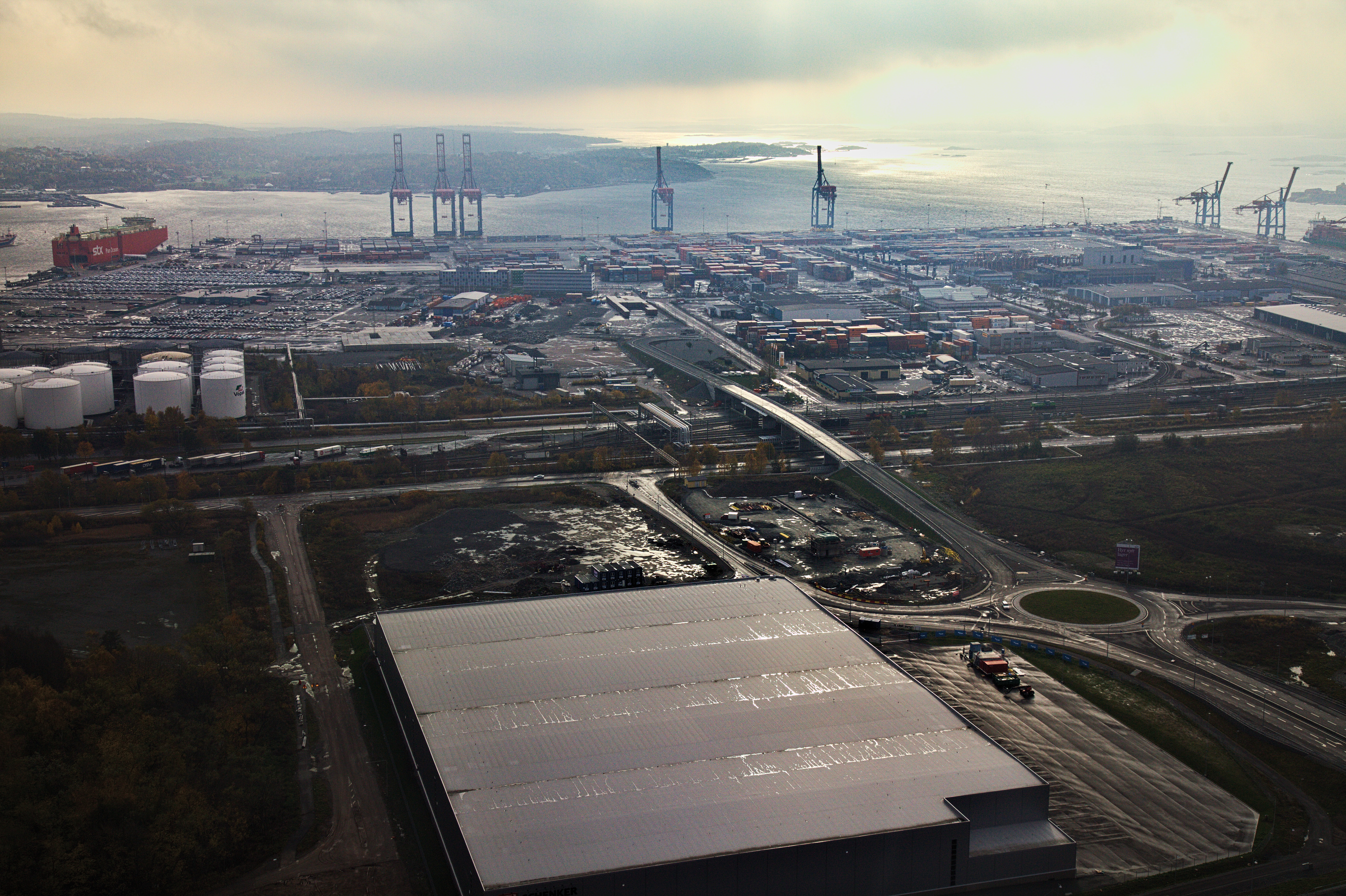
Skandiahamnen från luften i oktober 2013.

Skandiahamnen är en hamn på Hisingen i Göteborg. Härifrån går främst större container- och bilfraktfartyg, men även lastbilsfärjor. Skandiahamnen är Sveriges största hamn för containertrafik. DFDS Seaways passagerarfartyg har tidigare seglat härifrån, men flyttade in till Norra Frihamnspiren i centrala Göteborg i början av 2000-talet.
Skandiahamnen öppnades 1966 och skapades genom att en yta av 1 300 000 kvadratmeter av Älvsborgsfjorden vallades in och fylldes ut. Den är avsedd att fungera som svensk huvudhamn för enhetslaster: styckegods och andra varor stuvade i lastbehållare med standarddimensioner som  containrar, lastflak eller semitrailers, vilka fraktas obrutna genom alla led i transportkedjan från leverantör till kund. Hamnen har en kajlängd av 2 200 meter med ett vattendjup på 6-14 meter.